# Moca zophodes
Moca zophodes är en fjärilsart som beskrevs av Edward Meyrick 1909. Moca zophodes ingår i släktet Moca och familjen Immidae. Inga underarter finns listade i Catalogue of Life.